# 安驾庄镇
安驾庄镇，是中华人民共和国山東省泰安市肥城市下辖的一个乡镇级行政单位。

## 行政区划
安驾庄镇下辖以下地区：
安驾庄村、下江村、上江村、中江村、西江村、北石沟村、南石沟村、北赵庄村、南赵庄村、东赵庄村、护驾院村、上前村、上后村、曹家林村、王付泉村、锁鲁城村、北杨村、前寨子村、后寨子村、坡庄村、李家店村、肖家店村、李家炉村、三岔口村、南红庙村、刘家颜子村、朱家颜子村、赵家颜子村、蔡家颜子村、南夏辉村、路家杭村、瓦屋村、张家杭村、庄户寨村、岳庄村、路家庄村、南辛庄村、北张侯村、南杨村、店子村、安刘村、南园村、围子村、正东村、王家颜子村、马埠村、南双村、北双村、陈家埠村、肖家埠村、门家埠村、红庙埠村、张家埠村、升家庄村、沙路村、中岭村、西岭村、东岭村、马家洼村、西王庄村、东王庄村、五祖庙村、张家安村、冯楼村、陈沟村、小龙岗石村、大龙岗石村、郭家庄村、和埠岭村、钓鱼台村和洼里村。

## 人口
2010年中国第六次人口普查时，安驾庄镇共有人口76235人。共有家庭23692户，平均每户3.21人。14岁以下的少年儿童共12202人，占总人口16.00%；15-64岁人口共57192人，占总人口75.02%；65岁及以上的老年人共6841人，占总人口的8.973%。男性共计37053人，占总人口48.60%；女性共计39182人，占总人口51.39%。本地居住的人口中，拥有本地户籍的人口为74809人，占98.12%。